# Tropidodexia coracina
Tropidodexia coracina är en tvåvingeart som först beskrevs av Wulp 1891.  Tropidodexia coracina ingår i släktet Tropidodexia och familjen parasitflugor. Inga underarter finns listade i Catalogue of Life.